# Bioetanol
Bioetanol je etanol koji se proizvodi od biomase i/ili biorazgradivog (celuloznog) dela otpada, da bi se koristio kao biogorivo. Etanol se može koristiti u motorima s unutrašnjim sagorevanjem uz dodavanje benzinu ili kao njegova potpuna zamena. Za dodavanje do 20% etanola u benzin nisu potrebne nikakve prepravke ni zahvati na motoru, dok za dodavanje većeg udela ili za pogon samo na etanol treba delimično modifikovani motor, što povisuje cenu takvih vozila za oko 5 do 10%. Vozilo s bioetanolom može dostići oko 2/3 dometa benzinskog vozila iste veličine rezervoara, što se nadomješta korištenjem etanola pomešanog s benzinom. Etanol koji se koristi u vozilima kao gorivo je denaturiran, što znači da su mu dodata sredstva koja ograničavaju konzumaciju (npr. mala količina, 2-5%, benzina).
Etanol se može proizvoditi od tri osnovne vrste biomase: šećera (od šećerne trske, melase), skroba (od kukuruza) i celuloze (od drva, poljoprivrednih ostataka). Sirovine bogate šećerima vrlo su pogodne za proizvodnju etanola, budući da već sadrže jednostavne šećere glukozu i fruktozu, koji se mogu fermentirati direktno u etanol. Sirovine bogate skrobom sadrže velike molekule ugljene hidrate, koje treba razložiti na jednostavne šećere procesom saharifikacije. To zahteva još jednu fazu u procesu proizvodnje, što povećava troškove. Ugljeni hidrati u sirovinama bogatim celulozom sastavljeni su od još većih molekula i trebaju se pretvoriti u šećere koji se mogu fermentisati kiselom ili enzimatskom hidrolizom. Najznačajnije biljne vrste koje se uzgajaju za proizvodnju etanola su šećerna trska, slatki sirak, manioka i kukuruz.
Vodeća zemlja u proizvodnji i primeni etanola za vozila je Brazil, u kojem se svake godine proizvede više od 15 milijardi litara. Oko 15% brazilskih vozila se kreće na čisti etanol, a oko 40% koriste 20%-tnu smešu s benzinom (E20). Etanol se počeo proizvoditi kako bi se smanjila brazilska zavisnost od strane nafte i otvorilo dodatno tržište domaćim proizvođačima šećera. U SAD etanolske smeše čine oko 9% ukupne godišnje prodaje benzina.

## Prednosti
Sa stajališta zaštite životne sredine bioetanol kao gorivo ima značajne prednosti nad fosilnim gorivima. Štaviše, mnoge od prednosti se ostvaruju već i zamenom uobičajenih aditiva etanolom: 
- u reformulisanom benzinu bioetanol zamenjuje aditive koji služe za povećanje oktanskog broja kao što su tetraetilolovo, benzen ili MTBE, koji svi redom zagađuju ili vazduh, ili podzemne vode, ili oba.
- bioetanol sagoreva čistije nego benzin.
- etanol predstavlja manju opasnost od izazivanja požara nego obični benzin.
- važna prednost bioetanola nad fosilnim gorivima je što smanjuje količinu gasova staklene bašte. Proizvodnja i korištenje bioetanola mogu se deklarisati u sklopu Kjoto protokola kao organizirano smanjivanje generiranja ugljenik dioksida, jer je sav CO2 koji je nastao sagorevanjem etanola prethodno bio apsorbovan iz atmosfere fotosintezom.
- bioetanol dobijen iz poljoprivrednih proizvoda predstavlja obnovljivi izvor energije, koji se za razliku od fosilnih goriva čije su zalihe konačne neće nikada iscrpiti. To posebno dolazi do izražaja u smislu naglo rastućih cena nafte.[3]

## Proizvodnja bioetanola
Osnovne faze u procesu proizvodnje etanola su:
- priprema sirovine,
- fermentacija,
- destilacija etanola

Priprema sirovine je zapravo hidroliza molekula skroba enzimima do šećera, koji se može fermentisati. Uobičajena tehnologija za proizvodnju etanola je fermentacija u reaktoru s običnim kvascem za proizvodnju 8 do 10%-tnog alkohola nakon 24 do 72 sati fermentacije. Tome sledi destilacija tog alkohola u nekoliko faza čime se dobija 95%-tni etanol. Za proizvodnju posve čistog bioetanola, kakav se koristi za mešanje s benzinom, dodaje se benzen i nastavlja se destilacija te se dobija 99,8%-tni etanol. Ukoliko su Žitarice sirovina, skrob se enzimskim putem pretvara u monosaharidni šećer. U toku ovog procesa stvara se nuzproizvod koji se može upotrijebiti kao stočna hrana obogaćena belančevinama, sa sadržajem belančevina od 30%.
Prinos etanola iz raznih sirovina:
| Sirovina      | Prinos etanola (l/ha) | Prinos sirovine (t/ha) | Prinos alkohola (l/ha) godišnje | Energija (GJ/ha) godišnje |
| ------------- | --------------------- | ---------------------- | ------------------------------- | ------------------------- |
| Šećerna trska | 70                    | 50                     | 3500                            | 1350                      |
| Slatki sirak  | 86                    | 35                     | 3010                            | 945                       |
| Kukuruz       | 370                   | 6                      | 2200                            | 162                       |
| Drvo          | 160                   | 20                     | 3200                            | 540                       |

Iz tabele je vidljivo da je najveći prinos po hektaru kod šećerne trske.

### Tehnološki proces za proizvodnju etanola iz kukuruza
Za proizvodnju etanola iz kukuruza u pravilu se koristi tzv. Dry mill proces. Tako se naziva zato što se suvi kukuruz unosi u “mlin čekićar” u kojem se melje u prekrup, odnosno grubo kukuruzno brašno. Tako dobijenom kukuruznom brašnu se dodaje voda, kako bi se od brašna stvorila suspenzija. Povisuje se temperatura kako bi se smanjila količina bakterija i otopio skrob. To je slično kuvanju palente. Zatim se dodaju enzimi koji razgrađuju skrob u dugolančane šećere, kao što je dekstroza i na kraju do glukoze.
Komina se zatim hladi i prebacuje u velike fermentore, gde se dodaju kvasci, da bi započeo proces fermentacije kojim se konvertuju šećeri do alkohola. Za kontrolu pH i kao nutrijent za kvasce dodaje se amonijak. Ovaj proces traje oko 45 sati pri čemu se krajnji stupanj odvija u tzv. pivskom bunaru. Komina se meša i održava hladnom, kako bi kvasci bolje delovali. Ugljenik dioksid ili CO2 je nuzproizvod fermentacije. U CO2-skraberu se protivstrujno odvaja voda i zarobljava alkohol koji bi bio eventualno ponesen sa CO2 i tako dobijena razređeni alkoholni rastvor se onda recirkuliše u fermentor. Sam CO2 se cevovodom šalje dalje na komprimiranje i u prodaju kao suvi led, dodatak gaziranim pićima, ili se koristi u proizvodnji nafte.
Voda i potrošeni čvrsti materijal se odvajaju od rastvora alkohola. Alkohol se flešira i zagreva na 77 °C. Prva ili pivska kolona je ona u kojoj se hvata para alkohola na vrhu kolone, dok se čvrsta materija ispumpava sa dna u spremnika.
Druga, ili rektifikacijska kolona odvaja visoko koncentrisani alkohol od vode, pri čemu se visoko koncentrisani alkohol opet odvodi kao gasoviti proizvod na vrhu kolone, dok se razređeni alkohol ispumpava sa dna i šalje dalje u pobočni odvajač. Preostala voda se recirkuliše i koristi iznova u procesu kuvanja kukuruznog brašna. U striperu se odvaja razređeni alkohol od viška vode. I ovdje se višak tople vode sa dna kolone pumpa i vraća nazad na kuhanje čime se rekuperira ili obnavlja toplotna energija.
Ovaj proces proizvodi azeotropnu smešu sa 96% alkohola i vode. Preostala voda se uklanja pomoću tzv. molekulskih sita. Molekulska sita su zeoliti koji dopuštaju vodi da se adsorbira na zrnima, dok molekuli alkohola, koji su veći, prolaze i na taj način se odvaja 100%-tni alkohol u spremnik gotovog produkta. Odatle se alkohol isporučuje u rafineriju na mešanje s benzinima.
Čvrsti ostatak se dalje centrifugira i uparava na koji način se dobija stočna hrana. Nakon centrifugiranja prvo se uparavanjem dobije suspenzija sa 30% čvrstih materija, zvana sirup. Daljim sušenjem dobija se stočna hrana zvana DDGS18. Ovaj materijal je idealan za prehranu goveda na velikim farmama. Na proizvodnju etanola iz kukuruza nadovezuje se i napredniji pristup tzv. biorafinerije, kod kojeg se iz biomase proizvodi mnoštvo drugih produkata.

## Primena
Bioetanol se koristi u smeši sa benzinom, u različitim koncentracijama. U Brazilu se čak koristi u nerazređenom stanju (E100). U Nemačkoj, Evropski standard DIN EN 228, omogućuje upotrebu mešavine goriva sa sadržajem bioetanola do 5% (E5). U motorima vozila koja su prilagođena i fleksibilna za različita goriva ili FFV (engl. flexible fuel vehicles) mogu se koristiti goriva koja sadrže i do 85% bioetanola (E85). Druga mogućnost je upotreba bioetanola za proizvodnju etil-terc-butiletra (ETBE), koji sadrži 74% bioetanola. ETBE se može koristiti kao zamena za metil-terc-butiletar (MTBE), koji se dobija isključivo iz neobnovljivih izvora, i kao aditiv za smanjenje udara (lupanja) u motoru. Od 2004. ubrzana je i proizvodnja bioetanola kao goriva. U toku 2007. u svetu je proizvedeno oko 40 miliona m³ bioetanola. Brazil je vodeći svetski proizvođač bioetanola iz šećerne trske.
Benzin u kojem je do 5% bioetanola, označavaće se oznakom E5, a sa udelom od 5 do 10% nosiće oznaku E10. Dizel gorivo u kojem udeo biodizela doseže do 7% nosiće oznaku B7. U skladu s evropskim propisima, na mestima na kojima se prodaje gorivo s metalnim aditivima moraće stajati nalepnica s tekstom „Sadrži metalne aditive“. U skladu s evropskim pravilima propisane su i procedure provere kvaliteta goriva koje distributeri stavljaju u promet.